# Takeaway.com
Takeaway.com este un serviciu de livrat mâncare, fondat în Olanda, în anul 1999, de către Jitse Groen, cu sediul în Amsterdam, care livrează în mai multe țări. Takeaway.com dispune și de aplicație pentru telefon.
În România, Takeaway.com a pătruns începând cu februarie 2018, când a cumpărat grupul bulgăresc Hellohungry, prezent deja pe piața de aici. În Bulgaria, grupul opera prin platforma BGMenu.bg, iar în România, prin Oliviera. Valoarea de achiziție s-a ridicat atunci la 10,5 milioane de euro. În bilanțurile depuse la ANAF, firma Hellohungry S.A. a avut pierderi ani de an, în perioada 2014-2019.
Gigantul Just Eat Takeaway a decis retragerea aplicației de pe piața românească începând cu 1 iunie 2022.

## Legături externe
- https://corporate.takeaway.com/ Arhivat în 10 septembrie 2020, la Wayback Machine.